# نيكي نيكولاو
نيكي نيكولاو (بالإنجليزية: Nicky Nicolau)‏ هو لاعب كرة قدم بريطاني في مركز الوسط، ولد في 12 أكتوبر 1983 في حي كامدين في لندن في المملكة المتحدة. شارك مع منتخب قبرص تحت 19 سنة لكرة القدم ومنتخب قبرص تحت 21 سنة لكرة القدم. أما مع النوادي، فقد لعب مع سويندون تاون ونادي أرسنال ونادي بارنت ونادي بوريهام وود ونادي تشيلمسفورد ونادي دوفر أثليتيك ونادي ساوثيند يونايتد ونادي لينكولن سيتي ونادي هيرفورد ونادي وكينغ وويلينج يونايتد.

## وصلات خارجية
- نيكي نيكولاو على موقع قاعدة بيانات كرة القدم.إي يو (الإنجليزية)
- نيكي نيكولاو على موقع Soccerbase.com (لاعب) (الإنجليزية)